# Paweł Nowak (akordeonista)
Paweł A. Nowak (ur. 8 lipca 1985 w Gdyni) – polski akordeonista, pedagog, kompozytor, aranżer, popularyzator akordeonu.

## Życiorys

### Edukacja
Absolwent Akademii Muzycznej im. Stanisława Moniuszki w Gdańsku (klasa akordeonu prof. K. Olczaka i prof. E. Rosińskiej).

### Działalność artystyczna
Koncertuje w kraju i Europie. Współzałożyciel Almost Jazz Group i Alberti & Nowak Quartet. Występuje solo, z orkiestrami oraz zespołami takimi jak: Almost Jazz Group, Milonga Baltica, Klezmoret Trio, Orkiestrą Kameralną Progress oraz w projekcie pt. „Piaf Po Polsku” i kabarecie pt. „W czasie deszczu dzieci się nudzą – Dorota Lulka i Młodsi Panowie” z repertuarem Kabaretu Starszych Panów. Na swoim koncie ma kilkanaście płyt. Specjalizuje się w tangu, jazzie i – charakterystycznym dla akordeonu – francuskim stylu musette.
Paweł Nowak prowadzi ożywioną działalność koncertową w kraju oraz za granicą: Litwa, Estonia, Rosja, Grecja, Dania, Szwecja, Niemcy, Wielka Brytania i Francja. Zajmuje się także popularyzacją akordeonu. Jest autorem audycji „Jazz na akordeon”, jedynej tego typu w Polsce, która emitowana była regularnie przez 4 lata od marca 2009 roku w Radiu Gdańsk.
Jest pomysłodawcą i dyrektorem artystycznym odbywającego się od 2003 roku Międzynarodowego Festiwalu Akordeonowego w Sulęczynie, jak również pomysłodawcą i współtwórcą jedynego w Polsce Muzeum Akordeonu w Kościerzynie. Właściciel prywatnej kolekcji akordeonów, posiada ponad 330 eksponatów z całego świata, niektóre z nich są jedynymi egzemplarzami na świecie, najstarsze pochodzą z lat 20. XIX wieku. Od kilkunastu lat prowadzi ogólnopolskie wydarzenie związane z biciem rekordu Polski w jednoczesnej grze na akordeonach, które odbywa się co roku w marcu podczas Dnia Jedności Kaszubów.

## Osiągnięcia
Laureat 16 krajowych i międzynarodowych konkursów oraz festiwali akordeonowych. W plebiscycie Dziennika Bałtyckiego został uznany za „Osobowość Roku Powiatu Kartuskiego 2012”. Otrzymał wyróżnienie Starosty Kartuskiego „Perła Kaszub” oraz zaszczytny tytuł Skry Ormuzdowej przyznany przez miesięcznik Pomerania i Zrzeszenie Kaszubsko-Pomorskie. W listopadzie 2016 został odznaczony medalem Ministra Kultury i Dziedzictwa Narodowego „Zasłużony dla Kultury Polskiej”.

## Dyskografia
- 2008 – Klezmoret Trio
- 2009 – Piaf po polsku (śpiewa Dorota Lulka)
- 2010 – Gościnnie: Tomasz Olszewski – Odbijany
- 2012 – Gościnnie: Piotr Kajetan Matczuk – Rozmowa z piramidami
- 2012 – Almost Jazz Group & Accordina
- 2012 – Najpiękniejsze bajki i baśnie kaszubskie, cz. II. (Solo)
- 2013 – Tango (Milonga Baltica, Dorota Lulka)
- 2014 – Na Kaszëbach (Almost Jazz Group)
- 2014 – Najpiękniejsze bajki i baśnie kaszubskie, cz. IV (Almost Jazz Group)
- 2015 – Najpiękniejsza muzyka filmowa (Orkiestra Kameralna Progress)
- 2015 – Gościnnie: Leszek Dranicki – Beatles meet the blues
- 2016 – W czasie deszczu dzieci się nudzą (Dorota Lulka i Młodsi Panowie)
- 2017 – Fade out (Almost Jazz Group)